# Шмалюк Анатолій Миколайович
Шмалюк Анатолій Миколайович (23 лютого 1957 року, Червоноармійськ, Пулинський район Житомирська область — 27 серпня 2024, Житомир) — український журналіст, поет, прозаїк; полковник запасу, член Національної спілки журналістів України.

## Біографія
Шмалюк Анатолій народився 23 лютого 1957 року в селищі Червоноармійськ Пулинського району Житомирської області. Зі шкільних років захоплювався поезією, грав у духовому оркестрі. Після закінчення середньої школи працював директором Будинку культури, в травні 1975 був призваний на службу в армію.
1977 року вступив до Курганського вищого військово-політичного авіаційного училища. Завершивши навчання, з 1984 року служив Збройних Сил Радянського Союзу. З 1992 року працював у Службі безпеки України. Звільнений у запас у серпні 1999 року в званні полковника.
У 1996 році став членом Національної спілки журналістів України.
Працював юрисконсультом у Житомирському ПТУ-18. З 2002 праціві на посаді директора Житомирського професійного ліцею харчових технологій.
У лютому 2000 року започаткував літературно-музичний фестиваль «Розстріляна молодість», який у 2006 році отримав статус Поліського регіонального фестивалю, а з 2010 року отримав статус Всеукраїнського. З 2018 року — Всеукраїнський літературно-музичний фестиваль-реквієм «Розстріляна молодість».
Анатолій Миколайович Шмалюк помер 27 серпня 2024 року.

## Творчий доробок
На вірші Анатолія Шмалюка написані десятки пісень українськими та російськими композиторами. Автор поетичних збірок «Полісянка», «Любов та біль», «Розовый закат», «Берёзовый плач», «Белые туманы», «Два береги моєї долі», «Перехрестя віків», «Вкрадена правда» та інші.
- Шмалюк А. Белые туманы: стихи / А. Шмалюк. — Ровно: Государственное редакционно-издательское предприяттие, 1997. — 64 с. — ISBN 966-7135-01-2.
- Шмалюк А. М. Березовий плач: поезії / А. Шмалюк. — Житомир: Видання газети Житомир, 1997. — 55 с.
- Шмалюк А. М Вир: [поезії] / А. М. Шмалюк. — Житомир: Полісся, 2003. — 95 с. — ISBN 966-655-058-X.
- Шмалюк А. М. Вкрадена правда: оповідання, новели, вірші / А. М. Шмалюк. — Житомир: Полісся, 2004. — 108 с. — ISBN 966-655-100-4.
- Шмалюк А. М. Два береги моєї долі: вірші, поеми / А. М. Шмалюк. — Рівне: Волинські обереги, 1998. — 258 с. — ISBN 966-7518-03-5.
- Шмалюк А. М. Думи про Лемківщину: проза / А. М. Шмалюк ; іл. К. Ускової ; обкл. О. Величка. — Житомир: Полісся, 2005. — 92 с. : іл., портр. — Бібліогр.: с. 88-89. — ISBN 966-655-171-3.
- Шмалюк А. М. Записки контррозвідника: військ.-пригод. повість / А. М. Шмалюк — Житомир: Полісся, 2009. — 101 с. — ISBN 978-966-655-494-2.
- Шмалюк А. М. Откровения: в 2 т. Т. 1 : Поэзия / А. М. Шмалюк. — Житомир: Полісся, 2006. — 240 с. : іл. — ISBN 966-655-208-6.
- Шмалюк А. М. Перехрестя віків: поезії / А. М. Шмалюк ; худож. оформ. Ю. О. Дубініна. — Житомир: Льонок, 2001. — 103 с. : іл. — ISBN 966-541-165-9.
- Шмалюк А. М. Полинові роси: поезії / А. М. Шмалюк. — Житомир: Полісся, 2013. — 118 с. — ISBN 978-966-655-691-5.
- Шмалюк А. М. Полісянка: зб. віршів / А. М. Шмалюк ; [під ред. авт.]. — Житомир: Журфонд, 1996. — 76 с.
- Шмалюк А. Розовый закат: сб. стихов / А. Шмалюк ; рис. Ю. Дубинина. — Житомир: Видання газети «Житомир», 1996. — 55 с.
- Шмалюк А. М. Розстріляна молодість: поезії / А. М. Шмалюк. — Житомир: Полісся, 2007. — 111 с. — ISBN 978-966-655-272-6.
- Шмалюк А. М. Сива моя доле — Україно: поезії / А. Шмалюк. — Житомир: Видання газети Житомир, 1997. — 55 с. — ISBN 966-7135-03-9.
- Шмалюк А. М. Любов та біль — збірка віршів / А. Шмалюк. — Житомир: Видання газети «Житомир», 1996. — 60 с. — ISBN 966-7135-03-8.
- Шмалюк А. М. Вкрадена правда: оповідання, новели, вірші / А. М. Шмалюк. — Житомир: Полісся, 2004. — 108 с. — ISBN 978-966-655-493-2.
- Шмалюк А. М. Записки контррозвідника: військ.-пригод. повість / А. М. Шмалюк. — 2-ге вид. — Житомир: Полісся, 2012. — 102 с. — ISBN 978-966-655-494-2.

## Нагороди та відзнаки
Анатолій Шмалюк нагороджений 20 військовими та службовими нагородами.
П'ятиразовий лауреат Загальнонаціонального конкурсу «Українська мова — мова єднання», нагороджений «Золотою медаллю журналістики України» (2012), відзнакою «Антон Макаренко», премією «Смарагдова ліра». Удостоєний звання «Відмінник освіти України», почесних звань «Гордість Червоноармійщини» та «Гордість України».

## Рекомендована література
- Довжик М. Любов сильніше смерті / М. Довжик // Шмалюк А. М. Перехрестя віків: поезії / А. М. Шмалюк. — Житомир: Льонок, 2001. — С. 99-100.
- Клименко М. Свято для душі: [післямова] / М. Клименко // Шмалюк А. М. Березовий плач: поезії / А. Шмалюк. — Житомир: Видання газети Житомир, 1997. — С. 54.
- Полковник у запасі… : [біогр. довідка А. М. Шмалюка] // Шмалюк А. М. Записки контррозвідника: військ.-пригод. повість / А. М. Шмалюк. — Житомир: Полісся, 2009. — С. 2.
- Творча біографія // Шмалюк А. М. Полинові роси: поезії / А. М. Шмалюк. — Житомир: Полісся, 2013. — С. 115—116.
- Творча біографія: [А. М. Шмалюка] // Шмалюк А. М. Записки контррозвідника: військ.-пригод. повість / А. М. Шмалюк. — Житомир: Полісся, 2009. — С. 100.
- Анатолій Миколайович Шмалюк: [біогр. довідка] // Шмалюк А. М. Думи про Лемківщину: проза / А. М. Шмалюк ; іл. К. Ускової ; обкл. О. Величка. — Житомир: Полісся, 2005. — 4 с. обкл.
- Шмалюк А. М. Замість передмови: [спогади про діда Тихона] // Вкрадена правда: оповідання, новели, вірші / А. М. Шмалюк. — Житомир: Полісся, 2004. — 108 с.
- Шмалюк А. М. Як у контррозвідника, так і літератора, серце однаково болить за Україну / А. М. Шмалюк ; бесіду вела Я. Поліщук // Місто. — 2014. — 7 серп. (№ 31). — С. 7.